# Horst Faber
Horst Faber (9 novembre 1921 – 4 dicembre 2022) è stato un pattinatore artistico su ghiaccio tedesco.
Ha vinto la medaglia d'argento al Campionato europeo nel 1951. Prima della Seconda Guerra Mondiale, nel 1939, aveva vinto il bronzo al Campionato europeo e al Campionato mondiale.

## Palmarès
| Evento              | 1937 | 1938 | 1939 | 1940 | 1941 | 1942 | 1943 | 1944 | 1945 | 1946 | 1947 | 1948 | 1949 | 1950 | 1951 |
| ------------------- | ---- | ---- | ---- | ---- | ---- | ---- | ---- | ---- | ---- | ---- | ---- | ---- | ---- | ---- | ---- |
| Campionati mondiali |      | 4°   | 3°   |      |      |      |      |      |      |      |      |      |      |      |      |
| Campionati europei  | 8°   | 4°   | 3°   |      |      |      |      |      |      |      |      |      |      |      | 2°   |
| Campionati tedeschi | 3°   | 3°   | 1°   | 1°   | 1°   |      |      | 1°   |      |      | 1°   | 1°   | 1°   | 1°   | 1°   |